# 朴烈 (電影)
，是2017年上映的一部韓國歷史、政治及傳記片，由李濬益執導，李帝勳及崔嬉序主演。主要講述身處於日治時期的韓國，並作為獨立運動家的朴烈，其坎坷的一生。該片於2017年6月28日在韓國上映，上映第9天就順利突破損益點150萬人次，上映一個月後累計觀影人數達235萬人次。

## 演員陣容
- 李帝勳 飾演 ，韓國獨立運動家、不逞社領袖，被捲入逆謀事件。與金子文子為同居關係，後辦理婚姻登記。
- 崔嬉序 飾演 金子文子[10]，曾在韓國生活的日本人、不逞社社員，從小被父母拋棄，先與朴烈同居，最後成為妻子。因逆謀罪判死刑，後因天皇特赦無期徒刑，在獄中去世，官方對外說是自殺，但被懷疑是他殺。
- 金仁宇 飾演 水野錬太郎（日语：水野錬太郎）[5]
- 山野内扶 饰演 布施辰治
- 横内祐樹 饰演 藤下
- 金守珍 饰演 牧野
- 金准韩 饰演 伊達増開成
- 權律 飾演 李錫[10]
- 閔鎮雄 飾演 洪鎮宥[10]
- 白秀章 饰演 崔荣焕
- 韩建泰 饰演 和夫
- 鄭準元 饰演 金重韩
- 尹瑟 饰演 初代
- 裴濟奇 飾演 崔圭中[10]
- 崔正宪 饰演 郑泰成
- 朴聖澤 飾演 赤池
- 柴田善行 饰演 山本權兵衛
- 佐藤正幸 饰演 平沼騏一郎
- 小泽俊夫 饰演 田健治郎
- 赵朴 饰演 内田康哉
- 金江日 飾演 山梨半造
- 權赫洙 飾演 田中義一
- 朴基隆 飾演 後藤新平
- 都容九 飾演 湯淺倉平
- 金淳车 饰演 若槻禮次郎
- 李英锡 饰演 幣原
- 文正秀 饰演 張德秀
- 赵河硕 饰演 日本客人
- 柳圣贤 饰演 醉客
- 金秀雄 饰演 醉客／在野党党首
- 李正贤 饰演 自卫队队员
- 柳胜国 饰演 法院警察
- 武田裕光 饰演 检察官
- 達西·帕奎特（英语：Darcy Paquet） 饰演 外国记者
- 李秉勋 饰演 里村金蔵
- 魏化儁 饰演 刑务所朝鲜人青年

## 製作
該片的總製作費只有約26億韓元，為低預算電影；主体拍摄自2017年1月9日開始，約進行了6周，期間共進行了24次的拍攝，於同年2月17日殺青。

## 票房
首映錄得共201,974觀影人次。首周票房約590萬美元，週末(30/06~02/07)共累積817,971觀影人次。上映一個月後的票房共約1600萬美元。

## 獎項
| 年度   | 頒獎典禮                   | 獎項                    | 入圍者             | 結果 |
| ------ | -------------------------- | ----------------------- | ------------------ | ---- |
| 2017   | 第26屆釜日電影獎           | 最佳电影                | 《朴烈》           | 提名 |
| 2017   | 第26屆釜日電影獎           | 最佳导演                | 李濬益             | 提名 |
| 2017   | 第26屆釜日電影獎           | 最佳男主角              | 李帝勳             | 提名 |
| 2017   | 第26屆釜日電影獎           | 男子新人演技奖          | 金准韩             | 提名 |
| 2017   | 第26屆釜日電影獎           | 女子新人演技獎          | 崔嬉序             | 獲獎 |
| 2017   | 第26屆釜日電影獎           | 最佳劇本                | 黃成邱             | 獲獎 |
| 2017   | 第54屆大鐘獎               | 最佳電影                | 《朴烈》           | 提名 |
| 2017   | 第54屆大鐘獎               | 最佳導演                | 李濬益             | 獲獎 |
| 2017   | 第54屆大鐘獎               | 最佳男主角              | 李帝勳             | 提名 |
| 2017   | 第54屆大鐘獎               | 最佳女主角              | 崔嬉序             | 獲獎 |
| 2017   | 第54屆大鐘獎               | 最佳男配角              | 金仁宇             | 提名 |
| 2017   | 第54屆大鐘獎               | 最佳新人男演員          | 金准韩             | 提名 |
| 2017   | 第54屆大鐘獎               | 最佳新人女演員          | 崔嬉序             | 獲獎 |
| 2017   | 第54屆大鐘獎               | 企劃獎                  | 《朴烈》           | 提名 |
| 2017   | 第54屆大鐘獎               | 劇本獎                  | 黃成邱             | 提名 |
| 2017   | 第54屆大鐘獎               | 最佳服裝設計            | 沈泫燮             | 獲獎 |
| 2017   | 第54屆大鐘獎               | 美術獎                  | 李宰圣             | 獲獎 |
| 2017   | 第54屆大鐘獎               | 配樂獎                  | 方俊錫             | 提名 |
| 2017   | 第1屆THE SEOUL AWARDS      | 電影部門 大賞           | 《朴烈》           | 獲獎 |
| 2017   | 第1屆THE SEOUL AWARDS      | 電影部門 男子新人獎     | 金准韩             | 提名 |
| 2017   | 第1屆THE SEOUL AWARDS      | 電影部門 女子新人獎     | 崔嬉序             | 獲獎 |
| 2017   | 第38屆青龍電影獎           | 最佳電影                | 《朴烈》           | 提名 |
| 2017   | 第38屆青龍電影獎           | 最佳導演                | 李濬益             | 提名 |
| 2017   | 第38屆青龍電影獎           | 最佳男子新人獎          | 金准韩             | 提名 |
| 2017   | 第38屆青龍電影獎           | 最佳女子新人獎          | 崔嬉序             | 獲獎 |
| 2017   | 第38屆青龍電影獎           | 最佳劇本                | 黃成邱             | 提名 |
| 2017   | 第38屆青龍電影獎           | 技術獎                  | 沈泫燮（服装造型） | 提名 |
| 2017   | 第4屆韓國電影製作人協會獎  | 導演獎                  | 李濬益             | 獲獎 |
| 2017   | 第37届韩国电影评论家协会奖 | 最佳新人女演员          | 崔嬉序             | 獲獎 |
| 2017   | 第37届韩国电影评论家协会奖 | 最佳剧本                | 黄成邱             | 獲獎 |
| 2017   | 第37届韩国电影评论家协会奖 | 十佳电影                | 《朴烈》           | 獲獎 |
| 2017   | 第18届釜山电影评论家协会奖 | 最佳新人女演员          | 崔嬉序             | 獲獎 |
| 2017   | 第17届韩国导演选择奖       | 特别提及                | 《朴烈》           | 獲獎 |
| 2017   | 第17届韩国导演选择奖       | 最佳新人女演员          | 崔嬉序             | 獲獎 |
| 2017   | 第9届年度電影獎            | 最佳新人女演员          | 崔嬉序             | 獲獎 |
| 2018年 | 第12届亚洲电影大奖         | 最佳女配角              | 崔嬉序             | 提名 |
| 2018年 | 第12届亚洲电影大奖         | 最佳剧本                | 黄成邱             | 提名 |
| 2018年 | 第12届亚洲电影大奖         | 最佳服装造型设计        | 沈泫燮             | 提名 |
| 2018年 | 第54屆百想藝術大獎         | 电影部门 最佳电影       | 《朴烈》           | 提名 |
| 2018年 | 第54屆百想藝術大獎         | 电影部门 最佳女主角     | 崔嬉序             | 提名 |
| 2018年 | 第54屆百想藝術大獎         | 电影部门 最佳新人男演员 | 金准韩             | 提名 |
| 2018年 | 第54屆百想藝術大獎         | 电影部门 最佳新人女演员 | 崔嬉序             | 獲獎 |
| 2018年 | 第54屆百想藝術大獎         | 电影部门 最佳剧本       | 黄成邱             | 提名 |
| 2018年 | 第23届春史電影獎           | 最佳导演                | 李濬益             | 提名 |
| 2018年 | 第23届春史電影獎           | 最佳剧本                | 黄成邱             | 提名 |
| 2018年 | 第23届春史電影獎           | 最佳新人男演员          | 金准韩             | 提名 |
| 2018年 | 第23届春史電影獎           | 最佳新人女演员          | 崔嬉序             | 獲獎 |
| 2018年 | 第38届韩国黄金摄影奖       | 最佳新人女演员          | 崔嬉序             | 獲獎 |

## 外部連結
- NAVER上《朴烈》的資料
- Daum上《朴烈》的資料

- 韩国电影数据库（KMDb）上《朴烈》的資料
- 互联网电影数据库（IMDb）上《朴烈》的资料（英文）
- 豆瓣电影上《朴烈》的資料 （简体中文）
- 《朴烈》在HanCinema的页面（英文）
- Box Office Mojo上《朴烈》的资料（英文）
- 爛番茄上《朴烈》的資料（英文）